# NGC 7289
NGC 7289 (другие обозначения — PGC 68980, ESO 405-23, MCG -6-49-6) — линзообразная галактика (S0) в созвездии Южная Рыба.
Этот объект входит в число перечисленных в оригинальной редакции «Нового общего каталога».